# Mattia Mustacchio
Mattia Mustacchio (Chiari, 17 maggio 1989) è un calciatore italiano, attaccante del Piacenza.

## Caratteristiche tecniche
È un esterno offensivo dalle ottime doti atletiche e tecniche, che agisce principalmente come ala destra, abile negli inserimenti, può giocare anche da laterale destro di centrocampo nel modulo (4-4-2). Possiede grande dinamismo e un'ottima capacità di corsa dove può svariare su tutto il fronte avanzato. Inoltre, all'occorrenza può essere impiegato come prima punta.

## Carriera

### Club
Cresciuto nelle giovanili del Cologne, si trasferisce nell'estate del 2001 nel Brescia, dove proseguì la trafila nelle giovanili fino al 31 gennaio 2008, quando si è trasferito in comproprietà alla Sampdoria per 700000 €, dove si è aggiudicato con la Primavera sia la Coppa Italia, vinta il 10 aprile contro l'Atalanta, sia il Campionato, vinto l'8 giugno contro l'Inter.
Nella stagione 2008-09 viene aggregato alla prima squadra. Il 29 gennaio 2009, a 19 anni, esordisce in Serie A entrando in campo al 90' di Sampdoria-Lazio (3-1). Con il tecnico Mazzarri ottiene 5 presenze in campionato.
Il 26 febbraio fa il suo esordio nella Coppa UEFA in occasione di Metalist Kharkiv-Sampdoria (2-0), valida per i sedicesimi di finale.
Nell'estate del 2009 viene ceduto in prestito all'Ancona in Serie B, dove non riesce tuttavia a realizzare neppure una rete.
Il 25 giugno 2010 la Samp ne acquista, dal Brescia, l'intero cartellino, girandolo successivamente in prestito al Varese, neopromosso in Serie B.
Il 20 gennaio 2011 si trasferisce in prestito con diritto di riscatto (esercitato a fine stagione) al Vicenza, con cui disputa 14 partite. A fine stagione torna a Genova, ma il 1º luglio 2011 torna al Vicenza in compartecipazione.
Il 22 giugno 2012 viene acquistato l'intero cartellino del giocatore da parte del Vicenza. Il 12 luglio 2014 viene acquistato dall'Ascoli, che lo cede il 1º settembre 2015 alla Pro Vercelli con cui firma un contratto annuale con un'opzione di rinnovo per la stagione successiva.
Il 24 gennaio 2017 il Perugia acquista dalla Pro Vercelli l'attaccante, prelevandolo a titolo definitivo e concludendo l'esperienza vercellese dopo due anni. Il 31 gennaio 2019 passa in prestito dal Perugia al Carpi. Il 23 febbraio segna il suo primo gol stagionale aprendo le marcature nella vittoria casalinga per 3-2 contro lo Spezia.
Il 24 luglio 2019, viene ceduto al Crotone, con cui firma un contratto biennale con opzione. Il 24 settembre successivo segna il suo primo gol con il club pitagorico, nel 2-0 interno alla Juve Stabia. Il 2 novembre successivo, realizza una doppietta con la maglia calabrese, nella partita persa dal Crotone per 3-2 in casa contro il Perugia sua (ex squadra).
Il 15 gennaio 2021, dopo aver passato la prima parte della stagione da fuori rosa con il club calabrese, viene acquistato a titolo definitivo dall'Alessandria. Dopo aver ottenuto la promozione in serie B con i "grigi", trova la sua prima rete il 27 novembre 2021, decisiva per il successo sulla Cremonese.
Il 19 luglio 2022, dopo aver collezionato 52 presenze, 1 gol e 3 assist con i grigi, fa ritorno alla Pro Vercelli. Il 17 gennaio 2023, viene ceduto in prestito con diritto di riscatto al Cesena. Nella semifinale di ritorno dei play-off contro il Lecco sbaglia il rigore decisivo che sancisce l'eliminazione dei romagnoli dagli spareggi promozione. Il firma con l'Albinoleffe.
Il 5 luglio 2025 viene acquistato dal Piacenza, in Serie D.

### Nazionale
Conta 3 presenze ed una rete con l'Under-17: giocò due amichevoli, contro la Romania, ed una gara nella fase di qualificazione élite al Campionato europeo di calcio Under-17 del 2006 contro l'Inghilterra, incontro in cui realizzò una rete.
Nel 2009 Mustacchio, con la nazionale Under-20, ha partecipato ai XVI Giochi del Mediterraneo, dove ha realizzato 3 gol: due contro la Grecia e uno contro la Spagna in finale.
Il 12 agosto dello stesso anno ha esordito nella Nazionale Under-21, guidata da Pierluigi Casiraghi, entrando nel secondo tempo della partita amichevole Russia-Italia (3-2) disputata a San Pietroburgo.
Successivamente ha partecipato ai Mondiali Under-20 in Egitto, dove agli ottavi di finale ha realizzato una doppietta contro la Spagna. Anche se la Nazionale italiana è stata eliminata ai quarti di finale, Mustacchio viene inserito nella lista dei 10 giocatori più forti del Mondiale candidati alla vittoria del pallone d'oro della competizione.
Il 7 settembre 2010 segna il suo primo gol con l'Under-21, decisivo nella vittoria contro il Galles (1-0) che permette all'Italia di disputare i play-off per l'Europeo Under-21 2011; nei quali la Bielorussia elimina l'Italia.

## Statistiche

### Presenze e reti nei club
Statistiche aggiornate al 5 luglio 2025.
| Stagione            | Squadra             | Campionato          | Campionato | Campionato | Coppe nazionali | Coppe nazionali | Coppe nazionali | Coppe continentali | Coppe continentali | Coppe continentali | Altre coppe | Altre coppe | Altre coppe | Totale | Totale |
| Stagione            | Squadra             | Comp                | Pres       | Reti       | Comp            | Pres            | Reti            | Comp               | Pres               | Reti               | Comp        | Pres        | Reti        | Pres   | Reti   |
| ------------------- | ------------------- | ------------------- | ---------- | ---------- | --------------- | --------------- | --------------- | ------------------ | ------------------ | ------------------ | ----------- | ----------- | ----------- | ------ | ------ |
| 2008-2009           | Sampdoria           | A                   | 5          | 0          | CI              | 0               | 0               | CU                 | 0                  | 0                  | -           | -           | -           | 5      | 0      |
| 2009-2010           | Ancona              | B                   | 24         | 0          | CI              | 0               | 0               | -                  | -                  | -                  | -           | -           | -           | 24     | 0      |
| 2010-gen. 2011      | Varese              | B                   | 7          | 0          | CI              | 2               | 0               | -                  | -                  | -                  | -           | -           | -           | 9      | 0      |
| gen.-giu. 2011      | Vicenza             | B                   | 14         | 0          | CI              | 0               | 0               | -                  | -                  | -                  | -           | -           | -           | 14     | 0      |
| 2011-2012           | Vicenza             | B                   | 16         | 2          | CI              | 1               | 0               | -                  | -                  | -                  | -           | -           | -           | 17     | 2      |
| 2012-2013           | Vicenza             | B                   | 24         | 1          | CI              | 3               | 1               | -                  | -                  | -                  | -           | -           | -           | 27     | 2      |
| 2013-2014           | Vicenza             | 1D                  | 28+1       | 6          | CI+CI-LP        | 2+4             | 1+0             | -                  | -                  | -                  | -           | -           | -           | 35     | 7      |
| Totale Vicenza      | Totale Vicenza      | Totale Vicenza      | 83         | 9          |                 | 10              | 2               |                    | -                  | -                  |             | -           | -           | 93     | 11     |
| 2014-2015           | Ascoli              | LP                  | 33+1       | 5+1        | CI-LP           | 1               | 1               | -                  | -                  | -                  | -           | -           | -           | 35     | 7      |
| ago. 2015           | Ascoli              | B                   | 0          | 0          | CI              | 1               | 0               | -                  | -                  | -                  | -           | -           | -           | 1      | 0      |
| Totale Ascoli       | Totale Ascoli       | Totale Ascoli       | 34         | 6          |                 | 2               | 1               |                    | -                  | -                  |             | -           | -           | 36     | 7      |
| 2015-2016           | Pro Vercelli        | B                   | 35         | 7          | CI              | 0               | 0               | -                  | -                  | -                  | -           | -           | -           | 35     | 7      |
| 2016-gen. 2017      | Pro Vercelli        | B                   | 19         | 3          | CI              | 2               | 1               | -                  | -                  | -                  | -           | -           | -           | 21     | 4      |
| gen.-giu. 2017      | Perugia             | B                   | 18+1       | 4          | CI              | 0               | 0               | -                  | -                  | -                  | -           | -           | -           | 19     | 4      |
| 2017-2018           | Perugia             | B                   | 27         | 2          | CI              | 1               | 1               | -                  | -                  | -                  | -           | -           | -           | 28     | 3      |
| 2018-gen. 2019      | Perugia             | B                   | 13         | 0          | CI              | 0               | 0               | -                  | -                  | -                  | -           | -           | -           | 13     | 0      |
| Totale Perugia      | Totale Perugia      | Totale Perugia      | 59         | 6          |                 | 1               | 1               |                    | -                  | -                  |             | -           | -           | 60     | 7      |
| gen.-giu. 2019      | Carpi               | B                   | 11         | 2          | CI              | 0               | 0               | -                  | -                  | -                  | -           | -           | -           | 11     | 2      |
| 2019-2020           | Crotone             | B                   | 34         | 3          | CI              | 2               | 0               | -                  | -                  | -                  | -           | -           | -           | 36     | 3      |
| ago.-dic. 2020      | Crotone             | A                   | 0          | 0          | CI              | 0               | 0               | -                  | -                  | -                  | -           | -           | -           | 0      | 0      |
| gen.-giu. 2021      | Alessandria         | C                   | 11+5       | 0          | CI              | -               | -               | -                  | -                  | -                  | -           | -           | -           | 16     | 0      |
| 2021-2022           | Alessandria         | B                   | 34         | 1          | CI              | 2               | 0               | -                  | -                  | -                  | -           | -           | -           | 36     | 1      |
| Totale Alessandria  | Totale Alessandria  | Totale Alessandria  | 50         | 1          |                 | 2               | 0               |                    | -                  | -                  |             | -           | -           | 52     | 1      |
| 2022-2023           | Pro Vercelli        | C                   | 19         | 1          | CI-C            | 0               | 0               | -                  | -                  | -                  | -           | -           | -           | 19     | 1      |
| gen.-giu. 2023      | Cesena              | C                   | 11+1       | 2          | CI-C            | -               | -               | -                  | -                  | -                  | -           | -           | -           | 12     | 2      |
| 2023-2024           | Pro Vercelli        | C                   | 31+1       | 12         | CI-C            | 1               | 0               | -                  | -                  | -                  | -           | -           | -           | 33     | 12     |
| Totale Pro Vercelli | Totale Pro Vercelli | Totale Pro Vercelli | 105        | 23         |                 | 3               | 1               |                    | -                  | -                  |             | -           | -           | 108    | 24     |
| 2024-2025           | AlbinoLeffe         | C                   | 37         | 4          | CI-C            | 0               | 0               | -                  | -                  | -                  | -           | -           | -           | 37     | 4      |
| 2024-2025           | Piacenza            | D                   | 0          | 0          | CI-D            | 0               | 0               | -                  | -                  | -                  | -           | -           | -           | 0      | 0      |
| Totale carriera     | Totale carriera     | Totale carriera     | 461        | 55         |                 | 22              | 5               |                    | -                  | -                  |             | -           | -           | 483    | 60     |

## Palmarès

### Club
- Campionato Primavera: 1

Sampdoria: 2007-2008
- Coppa Italia Primavera: 1

Sampdoria: 2007-2008
- Supercoppa Primavera: 1

Sampdoria: 2008

### Individuale
- Top 11 del Mondiale Under-20 2009